# Giustino di Siponto
Elvio giustino (Siponto, I secolo – Siponto, 31 dicembre 111) è stato un vescovo romano.

## Agiografia
Secondo la tradizione, Elvio Giustino era uno dei capi civili di Siponto: si convertì al cristianesimo quando san Pietro, di ritorno d'Antiochia, sbarcò a Taranto e, dopo un soggiorno ad Andria, venne a Siponto nell'anno 44. 
Giustino rinunziò alla magistratura civile, si fece battezzare e consacrare al sacerdozio, divenendo primo vescovo di Siponto. 
A capo della comunità cristiana, decise di costruire un tempio che fu chiamato Gran Duomo Sipontino e in seguito assunse  il nome di Santa Maria Maggiore.
Giustino sarebbe morto nell'anno 111.
Storicamente si ritiene tuttavia che la diocesi di Siponto sia stata istituita non prima del III secolo e che il protovescovo Giustino sia frutto della devozione popolare.

## Culto
Giustino è venerato come santo, con memoria liturgica al 31 dicembre, per quanto non risulti nel Martirologio Romano. La sua figura si confonde con san Giustino di Siponto, prete, martire in Abruzzo con Fiorenzo, Giusto e Felice e con san Giustino vescovo di Chieti.